# Pontsho Moloi
Pontsho "Piro" Moloi (sinh ngày 28 tháng 11 năm 1981) là một cầu thủ bóng đá người Botswana thi đấu ở vị trí tiền đạo cho Mochudi Centre Chiefs. Anh từng thi đấu cho đội tuyển quốc gia Botswana.

## Sự nghiệp
Moloi từng đá bóng cho các câu lạc bộ địa phương Notwane F.C. và Mochudi Centre Chiefs. Năm 2009, anh được cho mượn trong 1 mùa giải đến Bay United F.C. của National First Division ở Nam Phi.

### Bàn thắng quốc tế
Tỉ số và kết quả liệt kê bàn thắng của Botswana trước.
| #  | Ngày                 | Địa điểm                                           | Đối thủ    | Tỉ số | Kết quả | Giải đấu        |
| -- | -------------------- | -------------------------------------------------- | ---------- | ----- | ------- | --------------- |
| 1. | 6 tháng 7 năm 2006   | Sân vận động Civo, Lilongwe, Malawi                | Malawi     | 1–0   | 2–1     | Giao hữu        |
| 2. | 7 tháng 2 năm 2007   | Sân vận động Quốc gia Botswana, Gaborone, Botswana | Namibia    | 1–0   | 1–0     | Giao hữu        |
| 3. | 9 tháng 2 năm 2008   | Sân vận động Quốc gia Somhlolo, Lobamba, Swaziland | Eswatini   | 4–0   | 4–1     | Giao hữu        |
| 4. | 22 tháng 10 năm 2009 | Sân vận động Barbourfields, Bulawayo, Zimbabwe     | Seychelles | 1–0   | 2–0     | Cúp COSAFA 2009 |
| 5. | 27 tháng 10 năm 2010 | Sân vận động Đại học Botswana, Gaborone, Botswana  | Eswatini   | ?–0   | 2–0     | Giao hữu        |
| 6. | 21 tháng 12 năm 2011 | Sân vận động Hoàng gia Bafokeng, Phokeng, Nam Phi  | Lesotho    | ?–0   | 3–0     | Giao hữu        |
| 7. | 23 tháng 5 năm 2012  | Sân vận động Đại học Botswana, Gaborone, Botswana  | Lesotho    | ?–0   | 3–0     | Giao hữu        |